# Hadal (Velcra)
Hadal – trzeci album fińskiego zespołu Velcra.

## Lista utworów
1. "The Big Sleep" – 5:58
2. "White Knuckle Mountains" – 6:18
3. "New Recruit" – 3:51
4. "Dusk Becomes a Dawn" – 3:40
5. "Dead End Lane" – 4:32
6. "We Must Start Again" – 5:35
7. "Nautifungus" – 2:18
8. "Higher State of Truth" – 4:56
9. "Hadal" – 4:45
10. "Quick and Dirty" – 4:43